# Chaldene (měsíc)
Chaldene (kal-dee'-nee, IPA: /kældiː ni/; řecky Χαλδηνη) nebo též Jupiter XXI je retrográdní přirozený satelit Jupiteru nepravidelného tvaru. Byl objeven v roce 2000 skupinou astronomů z Havajské univerzity vedených Scottem S. Sheppardem a dostal prozatímní označení S/2000 J 10 platné do října 2002, kdy byl definitivně pojmenován.
Chaldene má v průměru asi ~3,8 km, jeho průměrná vzdálenost od Jupiteru činí 23,1 milionů kilometrů, oběhne jej každých 724 dnů, s inklinací 165° k ekliptice (167° k Jupiterovu rovníku) a excentricitou 0,2514. Chaldene patří do rodiny Carme. 